# Deutscher Olympischer Sportbund
Deutscher Olympischer Sportbund, (DOSB) er den nationale olympiske komité for Tyskland, der blev grundlagt d. 20. maj 2006 gennem en sammenslutning af Deutscher Sportbund og Nationales Olympisches Komitee für Deutschland. Den er ansvarlig for Tysklands deltagelse ved de Olympiske Lege. Præsidenten er Alfons Hörmann.
Hovedkvarteret ligger i Frankfurt am Main, det repræsenterer 88.348 klubber og 23.990.072 medlemmer.

## Eksterne links
- Officiel hjemmeside
- IG NOV for Non-Olympic sports Arkiveret 17. maj 2020 hos  Wayback Machine

| Sport | Spire Denne artikel om sport er en spire som bør udbygges. Du er velkommen til at hjælpe Wikipedia ved at udvide den. |